# Polygonia comma-alba
Polygonia comma-alba är en fjärilsart som beskrevs av Miller 1821. Polygonia comma-alba ingår i släktet Polygonia och familjen praktfjärilar. Inga underarter finns listade i Catalogue of Life.